# Lista canalelor din Veneția
Această listă prezintă denumirile venețiene ale canalelor (rii) din Veneția pe sestiere (cartiere).

## Sestiere Cannaregio

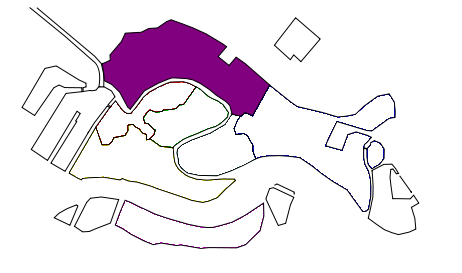

## Sestiere Castello

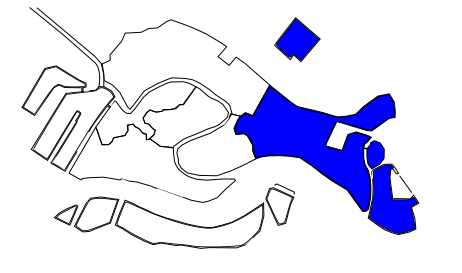

## Sestiere San Marco

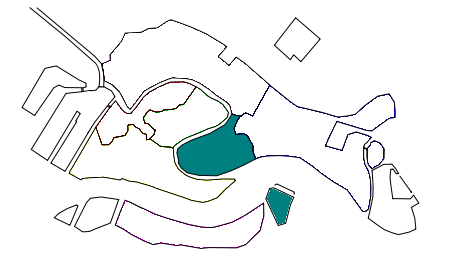

## Sestiere Dorsoduro

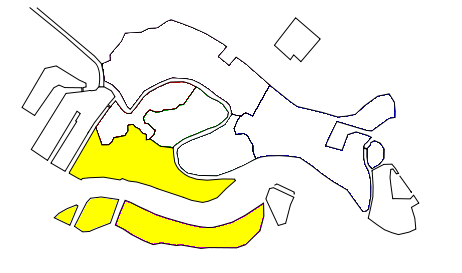

## Sestiere Santa Croce

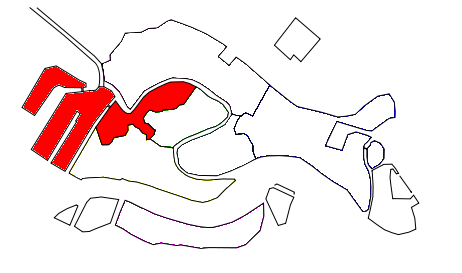

## Sestiere de San Polo

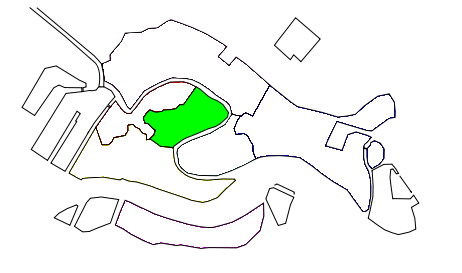

## Burano

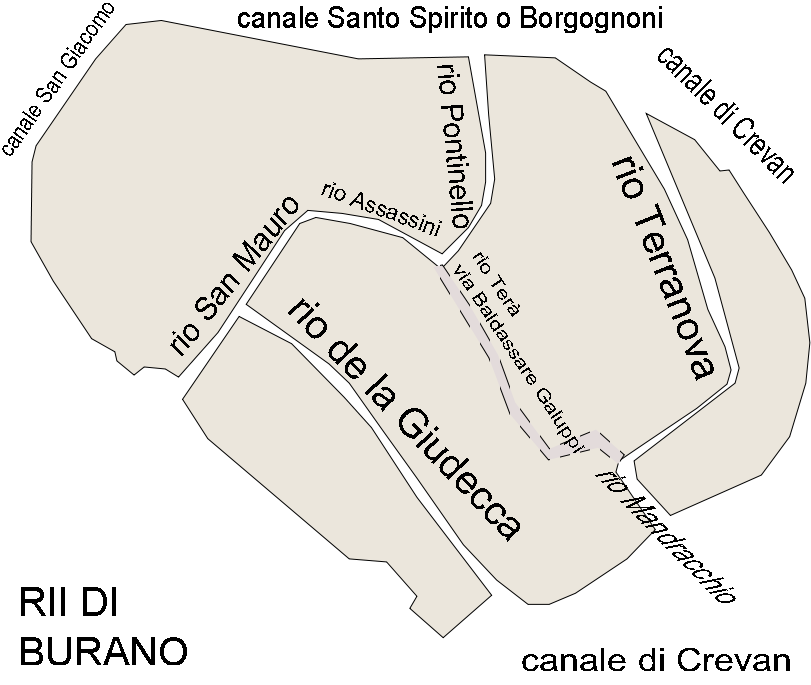
Harta canalelor din Burano.

Insula Burano este delimitată de trei canale:
- canale San Giacomo la vest, o separă de Mazzorbo
- canale Santo Spirito (sau Borgognoni) la nord, de Torcello
- canale di Crevan la est, de Crevan

La sud, Burano este scăldat de apele din Laguna Venețiană.
Burano este format din patru insule (San Mauro la vest, San Martino în centru, Terranova la est și Giudecca la sud), separate prin trei canale:
- rio Pontinello traversează Burano de la nord la sud-vest, separând San Mauro de San Martino și de Giudecca; porțiunea nord-sud este numită Rio Assassini, iar porțiunea vestică Rio San Mauro
- rio Zuecca (sau Giudecca) din sud separă San Martino de Giudecca
- rio Teranova din est separă San Martino de Terranova; gura sudică a canalului este numită rio Mandracchio (Mandracchio înseamnă pârâu în italiană)

Un ultim canal, rio Baldassare Galuppi, este acum colmatat. El traversa San Martino, unind rio Pontinello de rio Terranova.